# Eusebio Serna
Eusebio Vicente Serna López (ur. 13 czerwca 1961 w Salinas del Manzano) – hiszpański zapaśnik walczący w stylu wolnym. Olimpijczyk z Seulu 1988, gdzie zajął 24. miejsce w wadze półśredniej. 

## Letnie Igrzyska Olimpijskie 1988
| Konkurencja      | Rundy eliminacyjne     | Rundy eliminacyjne  | Klas. końcowa |
| Konkurencja      | Przeciwnik I           | Przeciwnik II       | Miejsce       |
| ---------------- | ---------------------- | ------------------- | ------------- |
| 74 kg styl wolny | Yun Gyeong-jae (KOR) P | Gary Holmes (CAN) P | 24.           |